# 알란 윌슨
알란 윌슨(Alan Wilson, 1946년 5월 9일 ~ )은 미국의 레이싱 서킷 디자이너이다. 인제스피디움을 비롯, 20개 이상의 서킷을 디자인했다. 1975년 남아프리카공화국 출신의 여성 F1 레이서 데지레 윌슨과 결혼했다.